# 沙特拉尔
沙特拉尔（法語：Châtelard，法語發音：[ʃatlaʁ]）是法国克勒兹省的一个市镇，属于欧比松区。

## 地理
沙特拉尔（45°57'51"N, 2°28'5"E）面积2.42 平方千米，位于法国新阿基坦大区克勒兹省，该省份为法国中部省份，位于法國中央高原西北部，北起安德尔省和谢尔省，西接维埃纳省，南至科雷兹省，东临多姆山省，东北与阿列省接壤。
与沙特拉尔接壤的市镇（或旧市镇、城区）包括：布鲁斯、沙尔、利乌莱蒙日、莱马尔。

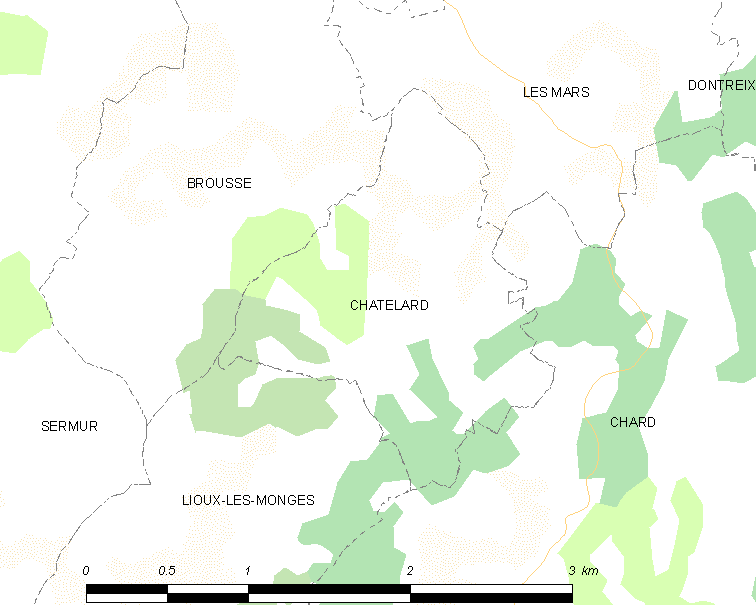
沙特拉尔的OSM定位图

沙特拉尔的时区为UTC+01:00、UTC+02:00（夏令时）。

## 行政
沙特拉尔的邮政编码为23700，INSEE市镇编码为23055。

## 政治
沙特拉尔所属的省级选区为欧藏斯县。

## 人口

1962-2008年间沙特拉尔人口变化图示

沙特拉尔于2022年1月1日时的人口数量为29人。